# Herbert Peukert
Herbert Peukert (* 29. April 1907 in Reichenau bei Gablonz an der Neiße, Bezirk Gablonz, Österreich-Ungarn; † 24. November 1987 in Kaufbeuren oder München) war ein sudetendeutscher Slawist und Hochschullehrer.

## Leben und Werk
Herbert Peukert war der Sohn des Kunstmalers Rudolf Peukert. Er studierte nach dem Schulbesuch von 1922 bis 1926 die Lehrerbildungsanstalt in Reichenberg, studierte danach an den Universitäten Prag und München Slawistik und Germanistik und promovierte an der Universität Prag 1932 zum Dr. phil. und legte die Lehrerprüfung für Deutsch und Tschechisch für höhere Schulen ab. 
1956 habilitierte er sich an der Universität Greifswald. Am 1. Januar 1957 wurde er an der Universität Jena zum Professor mit Lehrauftrag für Slawische Philologie und Direktor des Slawischen Universitätsinstituts ernannt. Zwei Jahre später erhielt er den vollen Lehrauftrag. 
Er war ab 1965 korrespondierendes Mitglied der Sächsischen Akademie der Wissenschaften und Mitherausgeber der Zeitschrift für Slawistik.

## Schriften (Auswahl)
- Studien zum Stil und zur Tektonik des südslavischen lyrischen Volksliedes. Prag 1932.
- mit Gottfried Preißler: Deutsche Lyrik vom Sturm und Drang bis zur Gegenwart. Reichenberg 1939.
- Die Slawen der Donaumonarchie und die Universität Jena 1700–1848. Greifswald 1956.
- Ivan Gundulićs Osman in Deutschland. Berlin 1969.
- Positionen einer Linguostilistik. Berlin 1977.